# 茂宮駅
茂宮駅（もみやえき）は、茨城県日立市石名坂町一丁目にあった、日立電鉄日立電鉄線の駅（廃駅）である。

## 歴史
- 1929年（昭和4年）7月3日：常北電気鉄道久慈（後の久慈浜） - 常北太田間の開通に伴い開業。
- 1944年（昭和19年）7月31日：会社合併に伴い日立電鉄線の駅となる。
- 2005年（平成17年）4月1日：日立電鉄線の廃線に伴い廃止。

## 駅構造
単式ホーム1面1線を有する地上駅で、駅そのものはカーブ上に位置していた。開業当初から廃止まで無人駅であり、駅舎はなく、ホーム上に上屋が設置されていた。
自動券売機の設置はないが、乗車駅証明書発行機が一台設置されていた。なお当駅の駅名標には名所の紹介はなく、野菜の絵が描かれていた。

## 駅周辺
- 日立市立坂本小学校
- 日立市立坂本中学校
- 国道293号
- 茂宮川

## 隣の駅
日立電鉄
日立電鉄線
大橋駅 - 茂宮駅 - 南高野駅